# Зенков, Семён Николаевич

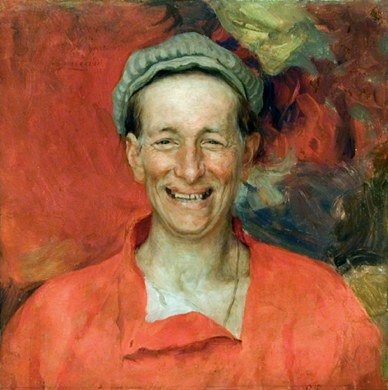
«Смех», 1911

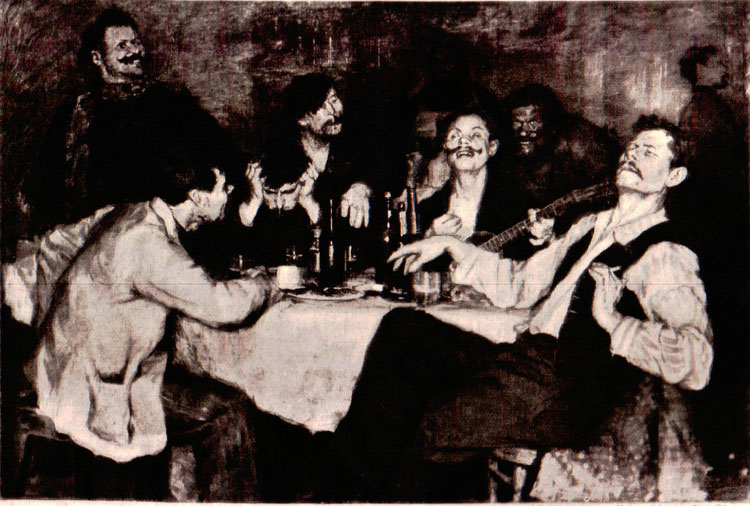
«Товарищи», 1912

Семён Николаевич Зенков (1877—1941) — русский и советский живописец.

## Биография
Семён Зенков родился 5 (17) февраля 1877 года в деревне Люговичи Лодейнопольского уезда Олонецкой губернии в крестьянской семье. С детства увлекался рисованием. После окончания церковно-приходской школы попал в Александро-Свирский монастырь, где занимался в иконописных мастерских. В 1904 году переехал в Санкт-Петербург, где поступил в Высшее художественное училище при Императорской Академии художеств. Учился у профессора В. Е. Маковского. С 1908 года участвовал в художественных выставках. В 1911 году получил золотую медаль имени А. Ф. Ржевской за этюд «Смех». В 1912 году получил звание художника за картину «Товарищи». В 1913 году ездил в Италию, был на острове Капри у Максима Горького, написал его портрет и портрет его сына М. А. Пешкова. Исполнил также пейзажи «Вилла Блезус на Капри» и «Италия. Капри».
Жил в Санкт-Петербурге. Написал полотна «Портрет писателя А. А. Золотарева» (1914), «У окна» (1916), «На севере весной» (1917). С 1917 по 1930 год был членом Общества художников имени А. И. Куинджи. После прихода советской власти писал тематические картины: «В лаборатории геологического института» (1924), «Спуск лесовоза на Балтийском заводе» (1926), «Лампочка Ильича» (1937), «Посещение А. А. Ждановым и А. И. Микояном рабочей квартиры в Мурманске в 1935 г.» (1940). Исполнил ряд портретов — президента АН СССР А. П. Карпинского (1926), художника А. А. Рылова (1928), артистов Е. П. Корчагиной-Александровской (1928) и Ю. М. Юрьева (1928), адмирала И. С. Исакова (1941), матроса И. Д. Сладкова (1941). Написал пейзажи — «Кавказ. На Крестовом перевале» (1926), «Набережная Невы» (1927), «Павловск» (серия, 1926—1930). В 1920 году в городе Лодейное Поле проходила выставка работ Зенкова.
Зенков скончался 31 декабря 1941 года в блокадном Ленинграде. Похоронен на Смоленском кладбище (Блокада т.10). Некоторые работы Зенкова были переданы его дочерью в дар Лодейнопольскому историко-краеведческому музею. Его работы хранятся также в Центральном военно-морском музее